# 대한민국 형사소송법 제9조
대한민국 형사소송법 제9조는 사물관할의 병합에 대한 형사소송법의 조문이다.

## 조문
제9조(사물관할의 병합) 사물관할을 달리하는 수개의 사건이 관련된 때에는 법원합의부는 병합관할한다. 단, 결정으로 관할권 있는 법원단독판사에게 이송할 수 있다.

第9條(事物管轄의 倂合)事物管轄을 달리하는 數個의 事件이 關聯된 때에는 法院合議部는 倂合管轄한다. 但, 決定으로 管轄權 있는 法院單獨判事에게 移送할 수 있다.

## 참고 문헌
- 손동권 신이철, 새로운 형사소송법(초판, 2013), 세창, 2013. ISBN 9788984114081

## 같이 보기
- 대한민국 형사소송법 제11조
- [[사물관할]
* [합의부]]
- 병합
- 이송